# Aeroporto de Santa Maria da Vitória
O Aeroporto de Santa Maria da Vitória é um pequeno aeroporto localizado na cidade de Santa Maria da Vitória, Estado da Bahia. As linhas aéreas não operam neste aeroporto e o mesmo só tem capacidade para decolagem e pousos de aviões monomotores.